# Platensina bezzii
Platensina bezzii är en tvåvingeart som beskrevs av Hardy 1974. Platensina bezzii ingår i släktet Platensina och familjen borrflugor. Inga underarter finns listade i Catalogue of Life.